# Кадапа
Ка́дапа (англ. Kadapa), прежнее название — Ку́даппа (англ. Cuddapah) — город в индийском штате Андхра-Прадеш. Административный центр округа ЕСР.

## География
Средняя высота над уровнем моря — 137 метров. 

## Демография
По данным всеиндийской переписи 2001 года, в городе проживало 125 725 человек, из которых мужчины составляли 50 %, женщины — соответственно 50 %. Уровень грамотности взрослого населения составлял 70 % (при общеиндийском показателе 59,5 %). Уровень грамотности среди мужчин составлял 76 %, среди женщин — 64 %. 12 % населения было моложе 6 лет.